# Ataman

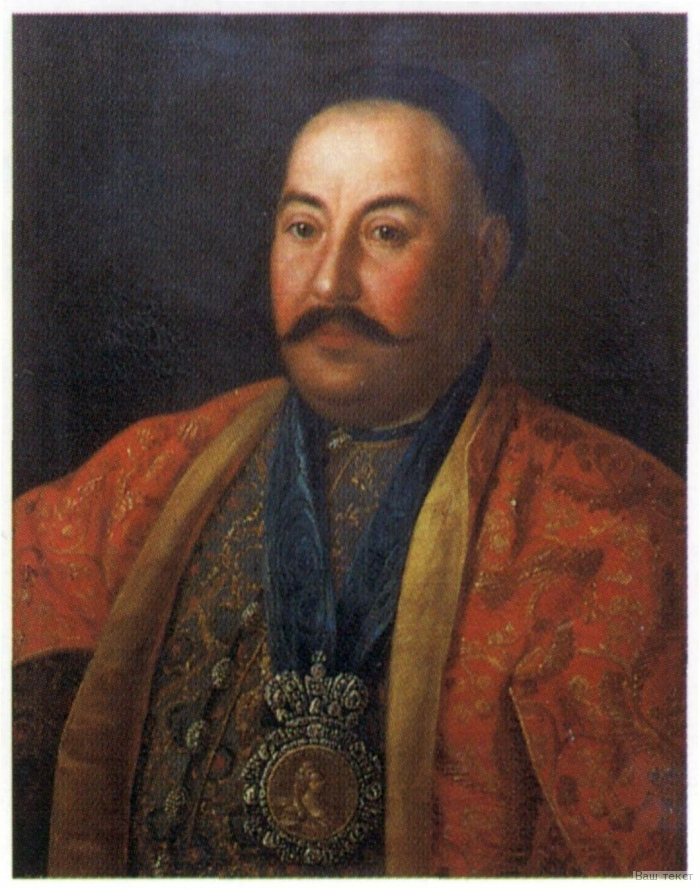
Ataman Krasnoszczekow (XVIII w.)

Ataman, ukr. отаман (wataman, vataman, otaman) – kozacki przywódca pełniący funkcje polityczne i wojskowe; także dowódca wojskowy oddzielnego pododdziału, mający władzę wojskową lub administracyjno-wojskową, względnie przywódca niezależnego od jakiejkolwiek władzy oddziału, niejednokrotnie o charakterze rozbójniczym.

## Historia
Na Siczy, w początkowym okresie jej istnienia, władzą najwyższą było „koło”, czyli zgromadzenie wszystkich Kozaków obecnych na miejscu. Eryk Lassota von Steblau (1550–1616), poseł cesarza Rudolfa II Habsburga, który spędził na Bazawłuku kilka tygodni latem 1594 roku, musiał odczytać listy cesarskie w kole, którym zarządzał wówczas ataman nazwiskiem Bohdan Mikoszyński. W okresie późniejszym – tj. w XVII wieku – rolę koła zajęła znacznie mniej demokratyczna rada kozacka. Miejscem jej obrad początkowo była Sicz, później zaś Perejasław lub Biała Cerkiew.
Ataman był administratorem wybieranym przez radę do rządzenia w czasie pokoju, przewodniczył jej obradom i kierował przygotowaniami do wypraw wojennych. Pewną odmianą tej funkcji był ataman koszowy, który  w czasie pokoju zarządzał majątkiem Siczy i był jej najwyższym sędzią. W czasie wojny mógł być – o ile rada nie wybrała kogoś innego – głównodowodzącym i otrzymywał uprawnienia dyktatorskie. Posiadał wówczas niemal nieograniczoną władzę:

Wódz taki zwie się w ich języku hetman i jest bardzo samowładny: może ścinać głowy, wbijać na pal tych, którzy w czymś uchybią. Hetmani są nadzwyczaj surowi, nic się tu jednak nie dzieje bez rady wojennej...

Aż do początku XVII wieku nazwy ataman i hetman mieszały się, tym bardziej, że miały podobne brzmienie i być może podobny źródłosłów. Stopniowo jednak atamanem zaczęto nazywać jedynie tego, kto sprawował władzę administracyjną w Koszu Siczy Zaporoskiej. Od roku 1648 na Siczy powoływano już tylko atamana koszowego.
Stanowisko atamana występowało w różnych stopniach i rodzajach władzy - oznaczało dowódcę całości wojsk bądź tylko jednego oddziału. Mianem atamanów określano także zarządców terytorialnych. W zaporoskich oddziałach Kozaków byli atamani koszowi i kurzenni.

Grzegorz Iwanowicz ataman koszowy, sędzia, pisarz, asauła i my atamani wszystkich kureni i całe towarzystwo kurenne nizowe wojsko zaporozkie

W oddziałach dońskich atamani wojskowi, polowi i marszowi wybierani byli na czas oddzielnych wypraw. Na Siczy każdy zbieg meldował się u atamana i był zapisywany do danego kurzenia, będącego w czasach pokoju jednostką organizacyjną. Kapitan armii rosyjskiej Zarulski pisał, że „przyjmują każdego bez badania wiary, praw, ojczyzny i przyczyn dla których porzucił dom”.
Mienie każdego kurzenia – budynki, konie, pasza, żywność, broń i kasa – było wspólną własnością zarządzaną przez atamana zwanego bat'ką (ojcem), który organizował nawet posiłki. Na dochody bat'ki składały się „daniny celne” od towarów przywożonych na Sicz (np. wiadro wódki od każdej beczki). Otrzymywał też wynagrodzenie za prowadzone przez siebie sprawy sądowe i podarki od posłów z zagranicy. Prócz tego na Boże Narodzenie i Wielkanoc otrzymywał prezenty od szynkarzy, kupców i rzemieślników, za co musiał poić ich wódką i miodem do chwili, aż sami zrezygnowali z dalszego poczęstunku. Dostawał też pewną część koni schwytanych na stepie.
Pod panowaniem rosyjskim, po powstaniu Buławina (1707–1708), atamani wojsk dońskich byli wyznaczani przez rząd, a od roku 1723 otrzymywali nazwę atamana nakaźnego (to stanowisko znane było już w XVII wieku i odnosiło się do ludzi, których ataman koszowy wyznaczył do prowadzenia działań w polu). Od 1866 roku ataman taki otrzymywał prawa generał-gubernatora i dowódcy okręgu wojskowego. Tytuł atamana mianowanego nosili generałowie gubernatorzy terytoriów, na których stacjonowały wojska kozackie, albo dowódcy okręgów wojskowych, którym te wojska były podporządkowane.
Jednostki terytorialne Kozaków dońskich, amurskich i usuryjskich, a także oddziały Kozaków podporządkowane innym rodzajom wojsk, okręgom wojskowych, stanicom i innym wsiom miały także wyznaczanych atamanów. Od 1827 roku tytuł atamana posiadał następca tronu. Został zlikwidowany po 1917 roku wraz ze zniesieniem stanu kozackiego, ale przywrócony jako tytuł honorowy po roku 1990.

## Etymologia
Istnieje kilka sprzecznych wywodów dotyczących pochodzenia słowa ataman. Słowo to wywodzić się może z języka turecko-tatarskiego (ata – ojciec, man – ja). Nie jest wykluczone też, że termin ten pochodzi od słowa hetman (ang. Headman niem. Hauptmann), które na „ziemie ukrainne” (kresy, pogranicze) przyszło za pośrednictwem Polski od krymskich Gotów, jako że na ziemiach chanatu krymskich chrześcijan nazywano gotmanami lub gatmanami.
Wg Andrzeja Bańkowskiego zarówno wczesna postać ruska (1294) jak i staropolska wywodzi się ze staroszwedzkiego vatten-man, tj. człowiek wody – co sugeruje nadzorcę łodzi, żeglarzy czy rybaków. Najstarsze świadectwa pochodzą z zabytków północno-zachodnich Rusi, co miałoby umacniać tę hipotezę.